# Cerodontha abyssinica
Cerodontha abyssinica este o specie de muște din genul Cerodontha, familia Agromyzidae, descrisă de Spencer în anul 1961. Conform Catalogue of Life specia Cerodontha abyssinica nu are subspecii cunoscute.